# Хилари Суонк
Хилари Ан Суонк (на английски: Hilary Ann Swank /swæηk/; правилно произношение Хилари Суенк) е американска актриса.  Тя е двукратна носителка на Оскар за най-добра женска роля за ролите на Брандън Тийна в „Момчетата не плачат“ (1999) и Маги Фицджералд във филма на Клинт Истуд „Момиче за милиони“ (2004). От 2007 г. има звезда на Холивудската алея на славата.

## Биография
На 9 години Суонк изгрява в първата си пиеса „Книга за джунглата“ като Маугли.
Следват още няколко изяви в училищни и театрални постановки. През 1990 тя и майка ѝ се местят в Лос Анджелис, където тя се записва да учи в Гимназията на Южна Пасадена и започва да играе професионално. Появява се в „Бъфи, убийцата на вампири“ (1992), но пробив в киното прави със „Следващото карате хлапе“ (1994). Оттогава тя играе почти непрекъснато. От 2003 г. Суонк работи и като изпълнителен продуцент.
Хилари Суонк е третата най-млада актриса в историята на американското кино, която печели два Оскара за най-добра главна женска роля.

## Филмография
| Година      | Филм                              | Оригинално заглавие                    | Роля                   | Бележки |
| ----------- | --------------------------------- | -------------------------------------- | ---------------------- | --- |
| 1991        |                                   | Harry and the Hendersons               |                        | телевизионен сериал, 1 епизод |
| 1991 – 1992 |                                   | Evening Shade                          | Ейми                   | телевизионен сериал, 2 епизода |
| 1991 – 1992 |                                   | Growing Pains                          | Саша Серотски          | телевизионен сериал, 2 епизода |
| 1992        | Бъфи, убийцата на вампири         | Buffy the Vampire Slayer               | Кимбърли               | |
| 1992 – 1993 |                                   | Camp Wilder                            | Даниел                 | телевизионен сериал, 19 епизода |
| 1994        | Следващото карате хлапе           | The Next Karate Kid                    | Джули Пиърс            | |
| 1994        |                                   | Cries Unheard: The Donna Yaklich Story | Пати                   | телевизионен филм |
| 1995        |                                   | Quiet Days in Hollywood                | Лолита                 | |
| 1996        |                                   | Sometimes They Come Back... Again      | Мишел Портър           | |
| 1996        |                                   | Terror in the Family                   | Дийна Мартин           | телевизионен филм |
| 1996        |                                   | Kounterfeit                            | Колийн                 | |
| 1997        | Престъпление от страст: Сомнамбул | The Sleepwalker Killing                | Lauren Schall          | телевизионен филм |
| 1997        |                                   | Leaving L.A.                           | Тифани Робък           | телевизионен сериал, 6 епизода |
| 1997        |                                   | Dying to Belong                        | Lisa Connors           | телевизионен филм |
| 1998        |                                   | Heartwood                              | Силвия Орсини          | |
| 1997 – 1998 |                                   | Beverly Hills, 90210                   | Карли Рейнълдс         | телевизионен сериал, 16 епизода |
| 1999        | Момчетата не плачат               | Boys Don't Cry                         | Брандън Тийна          | - Оскар за най-добра женска роля. - Златен глобус за най-добра актриса в драматичен филм. - Сателит за най-добра актриса в драматичен филм. - номинация – Награда на БАФТА за най-добра актриса в главна роля. - номинация – Емпайър за най-добра актриса. |
| 2000        | Дарбата                           | The Gift                               | Валъри Барксдейл       | - номинация – Сатурн за най-добра актриса в поддържаща роля. |
| 2001        |                                   | The Affair of the Necklace             | Жана Ламот             | |
| 2002        | Опасно безсъние                   | Insomnia                               | детектив Ели Бър       | - номинация – Емпайър за най-добра актриса. |
| 2003        | В 11:14 вечерта                   | 11:14                                  | Бъзи                   | |
| 2003        | Ядрото                            | The Core                               | Ребека Чайлдс          | |
| 2004        | Момиче за милиони                 | Million Dollar Baby                    | Маги Фицджералд        | - Оскар за най-добра женска роля. - Златен глобус за най-добра актриса в драматичен филм. - Сателит за най-добра актриса в драматичен филм. - номинация – Емпайър за най-добра актриса.                                                                    |
| 2004        | Червен прах                       | Red Dust                               | Сара Баркант           | |
| 2004        | Непоколебимите ангели             | Iron Jawed Angels                      | Алис Пол               | телевизионен филм - номинация – Златен глобус за най-добра актриса в минисериал или телевизионен филм. |
| 2006        | Черната далия                     | The Black Dahlia                       | Маделин Линскот        | |
| 2007        | Гласове на свободата              | Freedom Writers                        | Ерин Груел             | |
| 2007        | Черна жътва                       | The Reaping                            | професор Катрин Уинтър | |
| 2007        | Послепис: Обичам те               | P. S. I Love You                       | Холи Кенеди            | |
| 2008        |                                   | Birds of America                       | Лора                   | |
| 2009        | Амелия                            | Amelia                                 | Амелия Еърхарт         | |
| 2010        |                                   | Conviction                             | Бети Ан Уотърс         | |
| 2011        | Квартирантката                    | The Resident                           | доктор Жулиет Дюверо   | |
| 2011        | Новогодишна нощ                   | New Year's Eve                         | Клеър Морган           | |
| 2013        | Мери и Марта                      | Mary and Martha                        | Мери                   | телевизионен филм |
| 2014        | Водачът                           | The Homesman                           | Мери Би Къди           | |
| 2014        |                                   | You're Not You                         | Кейт                   | |
| 2016        |                                   | Spark                                  | кралицата (глас)       | анимационен филм |